# Национална еколошка асоцијација
Национална еколошка асоцијација (НЕА) је високостручна еколошка организација која се аналитички и практички бави проблемима и решењима везаним за животну средину у Србији основана 2021. године.

## О Националној еколошкој асоцијацији
Национална еколошка асоцијација је основана 2021. године, а њен оснивач и чланица стручног савета је др Елизабет Пауновић.
НЕА је тада основала свој тим експерата и професора из области животне средине који за циљ има пружање професионалне подршке грађанима, активистима и удружењима грађана у приказу онога што је реално и онога што треба учинити да би се превазишли проблеми у области загађења животне средине.
Еминентни стручњаци у свим пољима екологије могу понудити своја знања, вештине и искуство на располагање јавности у Србији, имајући у виду да су у Србији угрожени сви медији животне средине (ваздух, вода, земљиште). Исто тако, асоцијација остварује директну сарадњу и са активистичким организацијама широм Србије, чија је улога од битног значаја за заштиту, како јавног интереса, тако и приватног интереса сваког грађанина Србије.
Стручни савет Националне еколошке асоцијације при оснивању 2021. године су чинили: Миленко Јовановић, Ратко Ристић, Драгољуб Бакић, Александар Ђорђевић, Александар Урошевић, Бранислав Божовић, Драгана Јовановић, Елизабет Пауновић, Милош П. Станић, Моника Живковић, Предраг Симоновић, Виша Тасић, Владимир Ковчин, Владимир Павићевић, Небојша Вељковић и Дејан Лекић.
Национална еколошка асоцијација има у плану да буде коректив званичној државној политици у сфери заштите животне средине, као и потпора грађанима и активистима којима су неопходне кредибилне информације које се тичу здравља и квалитета живота грађана Србије.
Ваздух, вода и зешљиште су заједничка добра сваког становника земље и као таква би требало да буду загарантована Уставом и законима Републике Србије, и не само на речима, већ и званичном државном политиком. Сврха и улога организација цивилног друштва као и њихово неформално окупљање је да се те гаранције појачају, као и да се ризици нарушавања животне средине смање.

## Активности
Од свог оснивања до данас Национална еколошка асоцијација организовала је низ округлих столова и предавања на тему загађења животне средине; објавила анализу о нивоу загађења ваздуха у Републици Србији 2022. године; учествивала на трибинама и конференцијама.

### АпликацијаxEco Polen
Под покровитељством Националне еколошке асоцијације члан стручног савета Дејан Лекић 2021. године направио је апликацију xEco Polen. Апликација је јединствена по томе што категоризује квалитет ваздуха истовремено поредећи тренутни ниво загађења са граничним вредностима прописаним законом, односно препорукама Светске здравствене организације. Апликација xEco Vazduh („eXtreme ECOlogy“ – Екстремна екологија) приказује Европски Индекс квалитета ваздуха у Републици Србији тако што користи податке о концетрацијама пет загађујућих материја: суспендованих честица пречника до 10 и 2,5 мокрона (PM10 и PM2.5), сумпор диоксида (SO2), азот диоксида (NO2) и приземног озона (O3).

### Еколошка резолуција 22
Национална еколошка асоцијација објавила је 2022. године Еколошку резолуцију 22 - документ који је настао из потребе да се укаже на неконтролисано загађење животне средине у Србији, и које доводи до огромнох последица које утичу на живот и здравље грађана, и за које су потребна системска решења. Резолуција је оквир који представља полазну основу за почетак свеобухватног друштвеног дијалога у области заштите животне средине у Србији. Еколошку резолуцију 22 су подржале организације цивилног друштва широм Србије. Организације, њих 22, које подржавају резолуцију су: Еко стража, Покрет Тврђава Смедерево, Београдска отворена школа БОШ, Нови оптимизам, Локални фронт Краљево, Зелена мрежа Војводине, Локални одговор Ваљево, Зрењанинска акција ЗРАК, Избор постоји Бор, Одбранимо воде Врњачке бање, иРеволуција Ваљево, Војвођанска зелена иницијатива Нови Сад, Црвени беџеви Смедерево, Иницијатива Волим Сурдулицу, Заштитимо реку Топлицу, УГ Комшија, Грађанске акције Смедерево, Иницијатива Пешаци нису маратонци, Борани се питају, Да Ваљево продише, Зелени мост и Иницијатива Панчево није рупа.